# آر۳۳-کلاس ایرشیپ
آر۳۳-کلاس ایرشیپ (به انگلیسی: R33-class airship) یک هواگرد ساختِ کارخانهٔ آرمسترانگ ویتورث در کشور بریتانیا است. این هواگرد برای نخستین بار در ۶ مارس ۱۹۱۹ میلادی مورد استفاده قرار گرفت.